# Bruno Belotti
Bruno Belotti (Ponte Nossa, 8 dicembre 1964) è uno scacchista italiano, Maestro Internazionale.
Inizia la carriera giovanissimo nel circolo di via Tasso a Bergamo diretto dal decano Valdo Eynard. Diviene campione d'Italia la prima volta al Campionato italiano di scacchi di Chianciano Terme nel 1989 a soli 25 anni.
Ripete l'exploit conquistando il titolo nel 1996 a Mantova e nel 2001 a Montecatini Terme.
Belotti ha vinto quattro edizioni del Festival di Bratto: nel 1984 (ex aequo con Guillermo Sholz-Solis), nel 1990 (ex aequo con Vitomir Arapović), 1994 (ex aequo con Daniel Contin e Alex Everet ) e 1995 (ex aequo con Sahbaz Nurkić).
Ha partecipato a cinque Olimpiadi degli scacchi dal 1990 al 2002, realizzando il 52,2% dei punti, ha vinto 15 partite, pareggiate 17 e perse 13.
Ha vinto cinque volte il Campionato italiano a squadre con la squadra del "VIMAR Marostica": nel 1993, 1997, 2001, 2003 e 2004.
Tra i successi di torneo, da citare il 1º posto nel torneo B del 30º torneo di Capodanno di Reggio Emilia 1987/88 e nella prima edizione del Torneo di scacchi Open Internazionale "Città di Bergamo" 2002.
Ha raggiunto il proprio record di punti elo nel gennaio 1991 con 2460 punti, giocatore numero 1 in Italia.